# Hexalectris brevicaulis
Hexalectris brevicaulis är en orkidéart som beskrevs av Louis Otho Otto Williams. Hexalectris brevicaulis ingår i släktet Hexalectris och familjen orkidéer. Inga underarter finns listade i Catalogue of Life.